# Super Sanremo 2001
Super Sanremo 2001 è un album compilation di musica italiana, pubblicato nel marzo 2001 dall'etichetta discografica RCA/BMG.
L'album contiene 20 brani partecipanti all'edizione 2001 del Festival della canzone italiana.
I primi 10 brani erano stati in gara nella sezione "Campioni", mentre i successivi 10 avevano preso parte alla sezione "Giovani". Da notare che questi ultimi brani sono stati generalmente inseriti nella raccolta in una versione leggermente più breve dell'originale.
Nella copertina sono riportate le immagini dei 10 "Campioni" presenti nella compilation con il loro brano, mentre sono citati tutti i 20 artisti.

## Tracce
1. Giorgia - Di sole e d'azzurro - 4:18
2. Michele Zarrillo - L'acrobata - 4:34
3. Paola Turci - Saluto l'inverno - 4:09
4. Gigi D'Alessio - Tu che ne sai - 4:35
5. Anna Oxa - L'eterno movimento - 3:59
6. Bluvertigo - L'assenzio (The Power of Nothing) - 3:44
7. Matia Bazar - Questa nostra grande storia d'amore - 3:54
8. Sottotono - Mezze verità - 4:20
9. Syria - Fantasticamenteamore - 3:43
10. Peppino Di Capri - Pioverà (Habibi Ane) - 4:03
11. Paolo Meneguzzi - Ed io non ci sto più - 3:20
12. Pincapallina - Quando io - 3:21
13. Moses - Maggie - 3:17
14. Stefano Ligi - Battiti - 3:11
15. XSense - Luna - 3:13
16. Ricky Anelli - Ho vinto un viaggio - 3:16
17. Carlito - Emily - 3:19
18. Principe e Socio M. - Targato NA - 3:17
19. Isola Song - Grazie - 3:18
20. Sara 6 - Bocca - 3:20